# (100731) Ara Pacis
(100731) Ara Pacis es un asteroide perteneciente al cinturón de asteroides descubierto el 18 de febrero de 1998 por Silvano Casulli desde el Observatorio de Colleverde, Colleverde, Italia.

## Designación y nombre
Designado provisionalmente como 1998 DO. Fue nombrado Ara Pacis en homenaje a un altar dedicado a Pax, la diosa romana de la paz, denominado Ara Pacis Augustae, ubicado en Roma. El monumento fue encargado por el Senado romano en 13 a. C. para honrar el regreso de Augusto a Roma después de una expedición de tres años en Hispania y la Galia.

## Características orbitales
Ara Pacis está situado a una distancia media del Sol de 2,774 ua, pudiendo alejarse hasta 3,213 ua y acercarse hasta 2,335 ua. Su excentricidad es 0,158 y la inclinación orbital 12,91 grados. Emplea 1687,78 días en completar una órbita alrededor del Sol.

## Características físicas
La magnitud absoluta de Ara Pacis es 14,6. Tiene 3,924 km de diámetro y su albedo se estima en 0,182. 